# إريك تشارلتون
اريك تشارلتون (بالإنجليزية: Eric Charlton)‏ هو فلاح وسياسي أسترالي، ولد في 17 مارس 1938 في أستراليا. حزبياً، نشط في الحزب الوطني الأسترالي. وقد انتخب Member of the Western Australian Legislative Council ‏ عن دائرة Agricultural Region ‏ (22 مايو 1989 – 28 يوليو 1998) وانتخب Member of the Western Australian Legislative Council ‏ عن دائرة Central Province (Western Australia) ‏ (17 نوفمبر 1984 – 21 مايو 1989).